# Manovre fisse
Con il termine manovre fisse (o manovre dormienti) si intende l'insieme di cavi d'acciaio che sostiene l'albero maestro.
Ne fanno parte:
- sartie: cavi d'acciaio che sostengono l'albero maestro lateralmente, a dritta e a sinistra.
- strallo di prua: cavo d'acciaio che sostiene l'albero maestro da prua alla testa d’albero, o in caso di armamento frazionato lo strallo si aggancia ad una diversa altezza sull'albero maestro. Sullo strallo di prua si applica il tuff luff o una canalina, dove si infierisce l'inferitura della vela di prua in caso si utilizzi un fiocco o un genoa.
- stralletto: Cavo d'acciaio che serve a irrigidire la parte bassa dell'albero maestro.
- strallo di poppa: cavo d'acciaio che sostiene l'albero maestro, si estende da poppa alla testa d'albero. Quando è facilmente regolabile in navigazione viene definito “paterazzo”.  Quando l'estremità del cavo rivolta verso il giardinetto è sdoppiata viene definito “a patta d'oca”.

## Funzionalità
Le manovre fisse sostengono l'albero maestro. In navigazione le sartie sostengono maggiormente l'albero dal lato dove si hanno le mura. Supponiamo di avere un'andatura di bolina con mura a dritta, le sartie sottoposte a maggior trazione saranno quelle di dritta. Viceversa con mura a sinistra le sartie sottoposte a maggior sforzo saranno quelle di sinistra.
Il paterazzo, ci permette di aumentare o diminuire l'inclinazione dell'albero, aumentando la tensione del paterazzo, la cima dell'albero fletterà verso poppa migliorando contemporaneamente il profilo alare sia della vela di prua che della vela di poppa. Al contrario diminuendone la tensione l'albero sarà meno flesso e avremo randa e fiocco più grasse.

## Situazioni di emergenza
Supponendo di essere in un'andatura di bolina con mura a dritta, si verifichi la rottura delle sartie di dritta, possiamo immediatamente cambiare mura con una virata, così le sartie sottoposte a trazione saranno quelle di sinistra, permettendoci almeno di continuare a governare la barca ed evitando la caduta dell'albero.

## Storia
Le manovre fisse anticamente erano costituite da un intreccio di corde, svolgevano la stessa funzione di quelle utilizzate oggi, essendo ovviamente meno resistenti e sicure.